# Wojna litewsko-moskiewska (1507–1508)
III wojna litewsko-moskiewska – miała miejsce w latach 1507–1508 pomiędzy Wielkim Księstwem Litewskim, wspieranym przez Polskę a Wielkim Księstwem Moskiewskim.

## Kampania 1507
2 lutego 1507 sejm litewski podjął uchwałę o gotowości do wypowiedzenia wojny Wielkiemu Księstwu Moskiewskiemu. Casus belli stało się odrzucenie przez Rosjan ultimatum litewskiego, wzywającego Moskwę do zwrotu wszystkich ziem litewskich zdobytych po 1494. Wojska litewskie przeprowadziły trzy koncentracje: w Smoleńsku pod wodzą Olbrachta Gasztołda, w Połocku dowodzone przez Stanisława Hlebowicza i w Mińsku pod dowództwem hetmana wielkiego litewskiego Stanisława Kiszki.
W kwietniu 1507 wojska moskiewskie uderzyły na Wielkie Księstwo Litewskie, lecz szybko się wycofały, gdy król Zygmunt I Stary, przeprowadził uderzenie zaczepne, przeprawiając się na czele wojsk przez Berezynę. W sierpniu hetman wielki litewski Stanisław Kiszka zgromadził swoje wojska w obozie pod Druckiem. Jednocześnie na Wielkie Księstwo Moskiewskie uderzyli sprzymierzeni z Litwą Tatarzy krymscy chana Mengli I Gireja. W październiku wielki książę moskiewski Wasyl III, odparł atak tatarski i uderzył na litewskie twierdze Mścisław i Krzyczew, których jednak nie zdobył, zagrożony odsieczą Stanisława Kiszki. We wrześniu z niewoli rosyjskiej zbiegł hetman wielki litewski Konstanty Ostrogski i jemu też przywrócono dowództwo nad wojskami polsko-litewskimi.

## Kampania 1508
W czasie kampanii 1508 na stronę moskiewską przeszedł marszałek nadworny litewski Michał Gliński, który bezskutecznie próbował wywołać antylitewskie powstanie na Białorusi. Wojska moskiewskie obległy Mińsk, Orszę i Słuck. 18 lipca Rosjanie zmuszeni zostali do przerwania oblężeń, zagrożeni przez wojska polsko-litewskie pod wodzą Ostrogskiego i Mikołaja Firleja, którzy 13 lipca 1508 pobili wojska moskiewskie w bitwie pod Orszą. Ostrogskiemu udało się  odbić ziemię smoleńską. Na początku sierpnia rozpoczęły się rokowania pokojowe, które Zygmunt I chciał poprzeć demonstracją zbrojną. 
Stanisław Kiszka na czele kilku tysięcy jazdy polsko-litewskiej uderzył w głąb ziem moskiewskich. Posuwał się w kierunku Moskwy, zdobywając Dorohobuż, Wiaźmę, Toropiec i Biełą, podchodząc pod Rżew i Możajsk.

## Pokój
8 października 1508 zawarto w Moskwie pokój wieczysty. Na jego mocy Rosja zrzekła się Lubecza (a więc dostępu do Dniepru), zachowując jednak wszystkie swoje pozostałe zdobycze z czasów Iwana III Srogiego.